# Жінки в Афганській війні
Жінки в радянсько-афганській війні були активними в різних ролях.

## Жінки в армії
Щонайменше 20 000 жінок були зараховані до допоміжного персоналу радянськими військовими під час війни, працюючи на таких посадах, як польові медсестри, адміністраторки та військові прокурорки. Під час війни було вбито щонайменше 56 радянських жінок, проте справжня кількість жінок-жертв невідома, оскільки СРСР офіційно їх не враховував. У 2006 році російський уряд прийняв закон, згідно з яким цивільні особи, які працювали в Афганістані, не мають права на військові пільги.
Роки війни стали першими для жінок в афганському війську. У 1983 році Хатул Мохаммадзай стала першою жінкою з країни, яка пройшла навчання на десантника. Однак їй було відмовлено в бойових окціях, тому вона служила інструкторкою, навчаючи солдатів для десантників і командос під час війни. У 1989 році Латіфа Набізада і її сестра Лаліума стали першими двома жінками-льотчицями, які вступили до афганської військової школи в ВПС Афганістану, і були остаточно прийняті після того, як їм кілька разів відмовляли у прийомі за «медичними показаннями». Деякі афганки здобули популярність своєю роллю в боях, як-от Бібі Айша, полководиця, яка боролася проти радянського вторгнення.
Деякі жінки були залучені до нерегулярних воєнізованих і народних загонів оборони революції, створених комуністичним урядом Афганістану після Саурської революції 1978 року, озброєних урядом і зайнятих для охорони чутливої інфраструктури та підтримки громадського порядку. Однак майже всі згадки про NODR зникли після радянського вторгнення в Афганістан у грудні 1979 року, можливо, тому, що Рада вважала небажаним створення нерегулярних збройних формувань під час їхньої окупації.

## Права жінок під час війни
Під час війни підтримуваний Радянським Союзом уряд зробив ряд спроб модернізувати ситуацію з правами жінок в Афганістані, включно з наданням рівних прав на роботу та обов’язковим навчанням дівчат. До 1988 року жінки становили 40 % лікарів і 60 % викладачів Кабульського університету; 440 000 студенток навчалися в різних навчальних закладах і ще 80 000 – за програмами навчання грамоти.
Рада жінок Афганістану (AWC) була організацією в Демократичній Республіці Афганістан (1978–1987) і Республіці Афганістан (у період з 1987 по 1992), що надає соціальні послуги жінкам в Афганістані, бороться з неписьменністю та пропонує професійне навчання. Багато хто боявся принести в жертву AWC у переговорах про національне примирення, які почалися в 1987 році.

Однак, незважаючи на номінальні зусилля Радянського Союзу щодо просування прав жінок під час війни, жінки все ще стикалися з інтенсивними рівнями дискримінації та насильства, включаючи вбивства цивільних осіб та зґвалтування радянськими військами, а кінець війни та наступний розпад Демократичної Республіки Афганістан спричинили до інтенсивної реакції проти прав жінок. За словами Аїші Ахмад з Кембриджського університету:
Під комуністичною окупацією зґвалтування під час війни набуло популярності як військова стратегія придушення повстанців... Можливо, через велике значення традиційних кодексів сімейної честі в Афганістані зґвалтування під час війни стало поширеною військовою стратегією під час радянсько-афганської війни, яка використовувалася для залякування та тероризації ворожих угруповань. Зґвалтування та катування застосовувалися саме проти тих сіл, які, як підозрювали, підтримували опір, а солдати, як повідомлялося, ґвалтували жінок на очах у їхніх родичів-чоловіків. Афганські жінки, хоча і не були активними комбатантами проти Рад, також були безпосередніми об’єктами «навмисних і свавільних вбивств», переслідувань, тактики терору та позбавлення, а також сексуальних зловживань, примусових шлюбів і проституції з боку прорадянської міліції.
За даними Amnesty International: «у ХХ столітті спостерігалося відносно стабільний прогрес у захисті прав жінок в Афганістані... Але під час переворотів і радянської окупації в 1970-х роках, через громадянський конфлікт між угрупованнями моджахедів і урядовими силами в 80-х і 90-х роках, а потім під владою Талібану, права жінок в Афганістані дедалі більше порушувалися».
Радянське вторгнення також не знайшло підтримки з боку всіх правозахисних груп. Тімоті Нунан з Оксфордського університету стверджував, що «радянські та афганські феміністки намагалися – і в основному не змогли – спілкуватися одні з одними у той момент, коли здавалося можливим створити світську соціалістичну сучасність в Афганістані». Революційна асоціація жінок Афганістану була заснована в 1977 році Міною Кешвар Камаль, афганською студентською активісткою, і розпочала кампанію проти радянських військ і підтримуваного Радянським Союзом уряду Афганістану після вторгнення. Камаль була убита у Кветті, Пакистан, у 1987 році, можливо, афганською розвідувальною службою KHAD або за наказом лідера моджахедів-фундаменталістів Гульбуддіна Хекматіяра.
Жінки-біженки часто стикалися з серйозними проблемами з дискримінацією, особливо тому, що деякі табори біженців де-факто контролювали моджахеди-фундаменталісти. За словами Фарідулли Бежана з Університету Монаша, кілька таборів біженців «служили лабораторіями для ісламських фундаменталістів, дозволяючи їм контролювати та відокремлювати жінок, практику, яку вони повністю впровадили, коли захопили країну на початку 1990-х років», і цю західну допомогу для біженці, як правило, наголошували на геополітиці повалення підтримуваного Радянським Союзом уряду, що призвело до широкої співпраці з фундаменталістами-моджахедами. За словами Сіми Самар, лікарки і біженки під час війни, а пізніше міністерки у справах жінок Афганістану з 2001 по 2003 рік: «Умови життя жінок-біженок були особливо жахливими. Доступ до предметів першої необхідності, таких як туалети, медичні клініки та освіта, був майже відсутнім. Допомога, яка поширювалася, була як чоловічою, так і війною».

## Жінки інших національностей
Джоан Герінг, американська світська левиця і дипломатка, яка мала довгі стосунки з президентом Пакистану Зіа-уль-Хаком протягом 1980-х, була провідною фігурою у створенні підтримки Сполученими Штатами моджахедів під час війни.
У 1988 році британська журналістка Крістіна Лемб була визнана молодим журналістом року за висвітлення радянської окупації Афганістану.

## У популярних ЗМІ
Джеффрі В. Джонс з Університету Північної Кароліни в Грінсборо стверджував, що «представлення жінок у «Zinky Boys: радянські голоси з війни в Афганістані» Світланою Алексієвич відображає зміну дискурсу в радянському суспільстві про війну в Афганістані, яка допомогла прокласти шлях за розпад СРСР».